# 던스터블

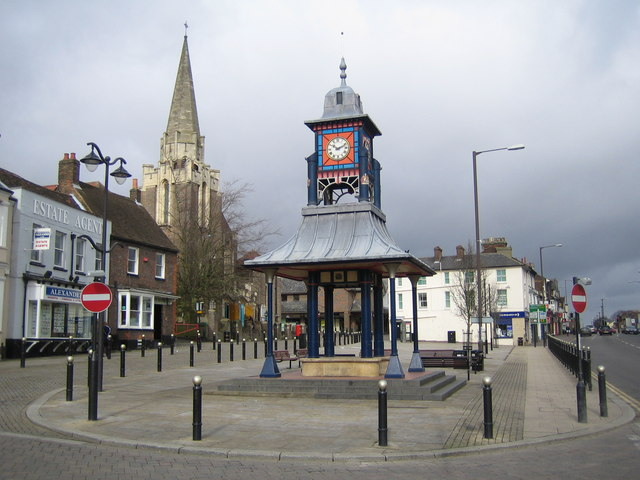
던스터블의 시계탑과 광장

던스터블(영어: Dunstable)은 잉글랜드 베드퍼드셔주의 도시이다. 런던에서 북쪽으로 약 50km 떨어져있다.